# Сарибастау (Кордайський район)
Сарибаста́у (каз. Сарыбастау) — село у складі Кордайського району Жамбильської області Казахстану. Входить до складу Ногайбайського сільського округу.
Населення — 167 осіб (2021; 228 у 2009, 269 у 1999, 292 у 1989).